# 兩伊邊境

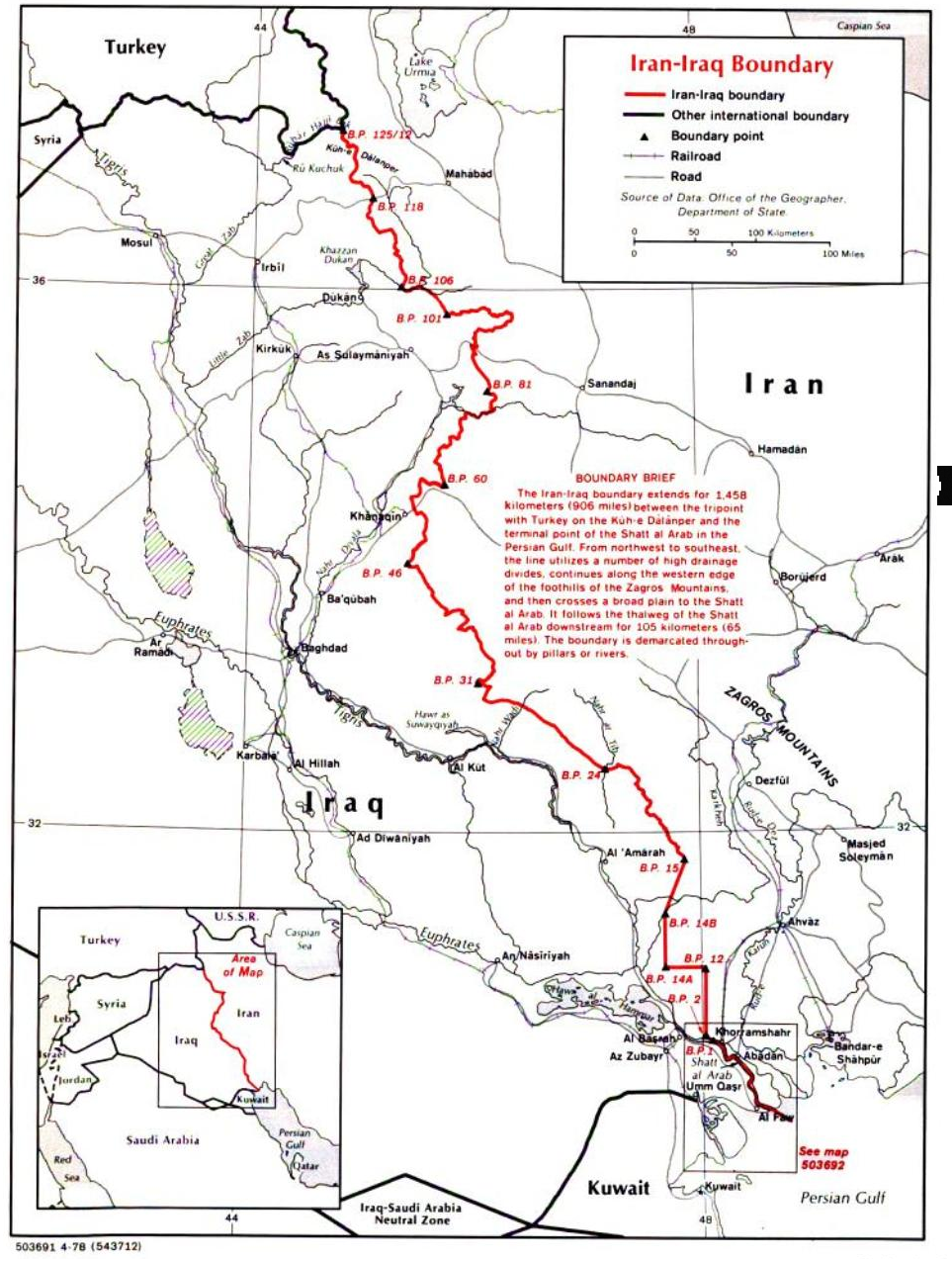
伊朗與伊拉克邊界地圖

两伊边境是指伊朗和伊拉克兩國接壤的邊界，從北與土耳其的三點出發，一直延伸到阿拉伯河（Shatt al-Arab），一直延伸到南部的波斯灣。儘管邊界是在1639年首次確定的，但某些爭端仍在繼續，尤其是圍繞阿拉伯河航行的爭端。

## 過境點

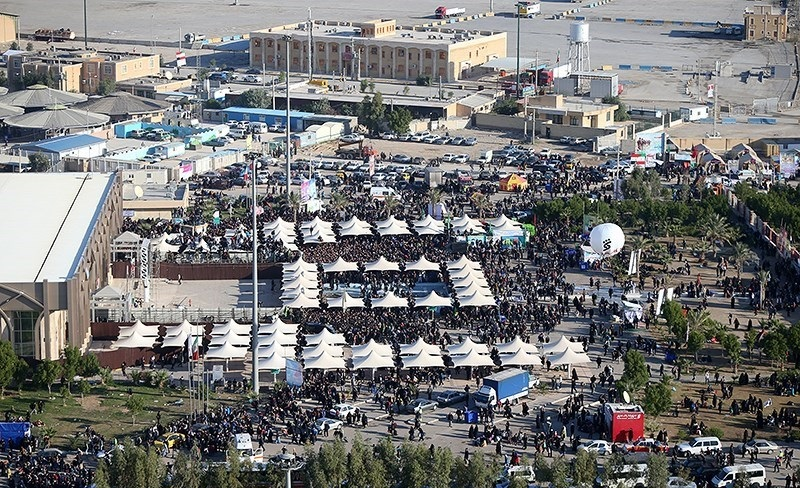
伊朗與伊拉克邊境過境點

伊朗和伊拉克庫爾德斯坦之間有四個過境點：埃爾比勒省哈吉烏姆蘭、Parviz Khan、Bashmaq和從2016年起位於蘇萊曼尼亞省的 Sayran Ban。

## 歷史
2022年11月25日，伊朗伊斯兰革命卫队陆军司令表示，為防止与庫爾德人分裂主义势力有关联者渗透入境，伊朗向毗邻伊拉克的边境地区增兵。伊拉克方面為防止伊朗對伊拉克境內的庫爾德人武裝发动更多空袭，同樣发布了加强边境安全的指令。

## 另見
- 阿塞拜疆－伊朗邊境